# ゴールドバッハ彗星
ゴールドバッハ彗星（英: Goldbach's comet）とは、所謂ゴールドバッハ関数 g(E) のプロットを指す名前である。ゴールドバッハ関数 g(E) はゴールドバッハ予想との関連で研究されている関数であり、任意の偶数 E > 2 に対して E を二つの素数の和に分解する方法の数を表すものとして定義される。例えば、22 を二つの素数の和に分解する方法は全部で 3 通り（22 = 11 + 11 = 5 + 17 = 3 + 19）あるので g(22) = 3 となる。